# Flatosaria stsli
Flatosaria stsli är en insektsart som först beskrevs av Gustaf Emanuel Haglund 1899.  Flatosaria stsli ingår i släktet Flatosaria och familjen Flatidae. Inga underarter finns listade i Catalogue of Life.